# عملية سيناء (2012)
عملية سيناء هي حملة عسكرية مصرية مستمرة، أطلقت أوائل أغسطس عام 2012، ضد المتشددين الإسلاميين داخل شبه جزيرة سيناء لسحق الإرهاب في سيناء. وجاءت هذه العملية كرد مباشر على الهجوم على الحدود المصرية الإسرائيلية في 5 أغسطس عام 2012. وذكرت تقارير ان العملية في البداية كجزء من «عملية النسر»، ولكن في 3 أيلول عام 2012، أصدر الجيش المصري بيانا طلب مصادر إعلامية لاستخدام الاسم الرسمي «عملية سيناء».